# Akcja „Burza”

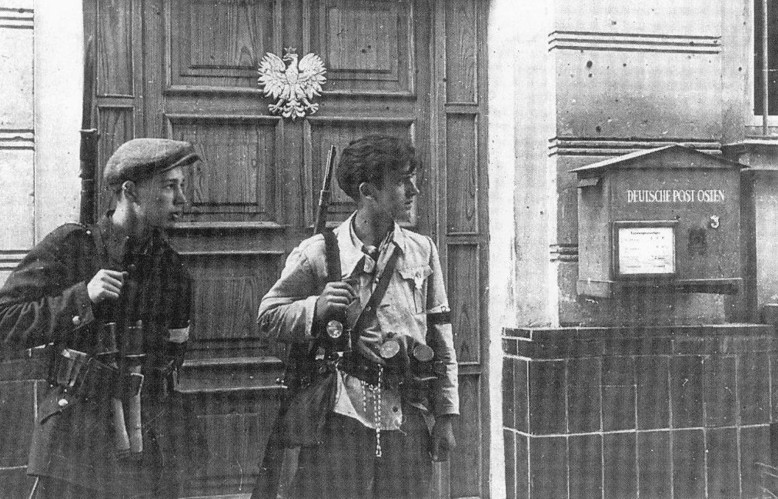
Żołnierze AK podczas akcji „Burza” w Lublinie, lipiec 1944

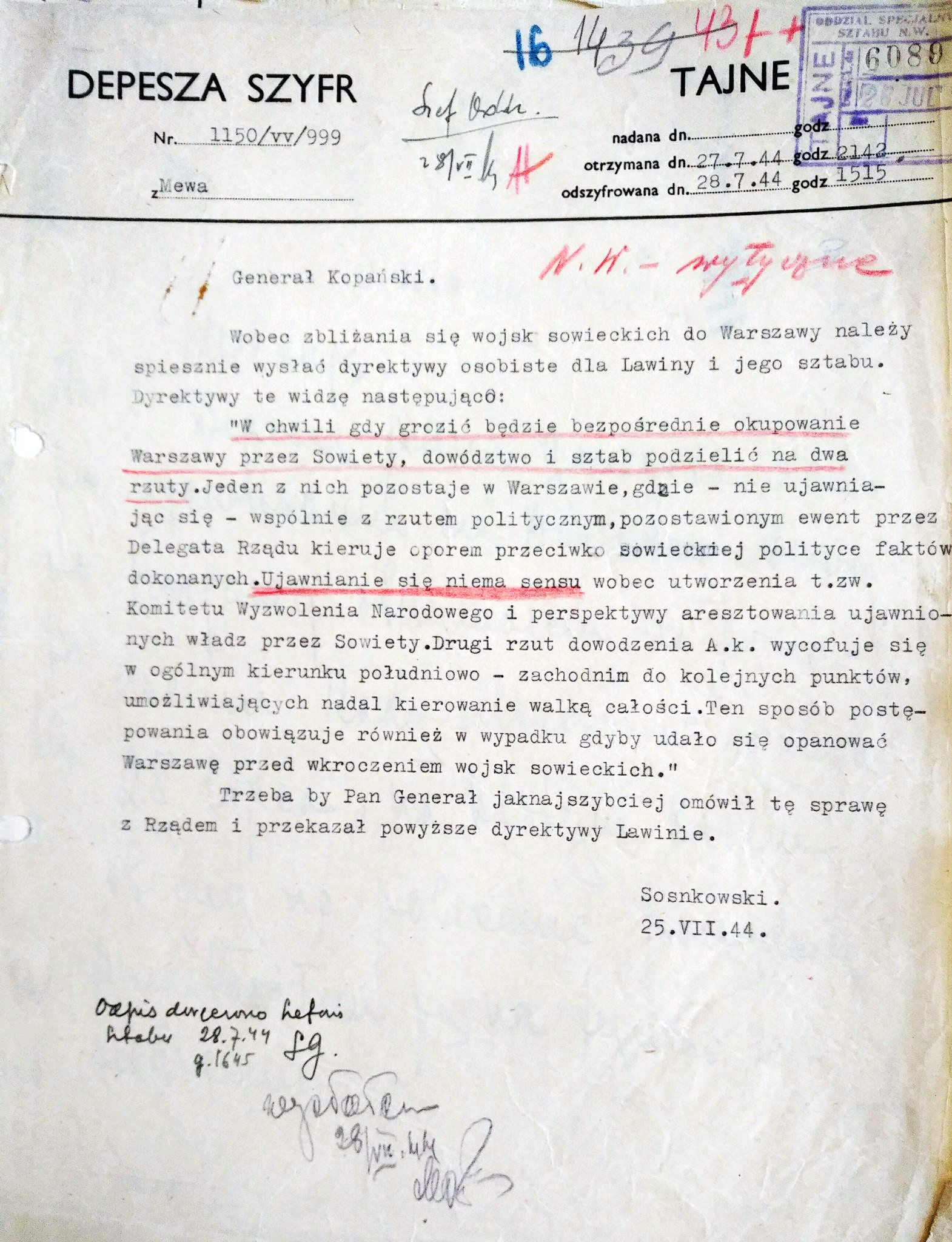
Depesza Naczelnego Wodza gen. Kazimierza Sosnkowskiego z 25 lipca 1944 do szefa sztabu NW gen. Stanisława Kopańskiego z dyrektywami dla dowódcy Armii Krajowej gen. Tadeusza Komorowskiego „Bora” w związku z utworzeniem Polskiego Komitetu Wyzwolenia Narodowego

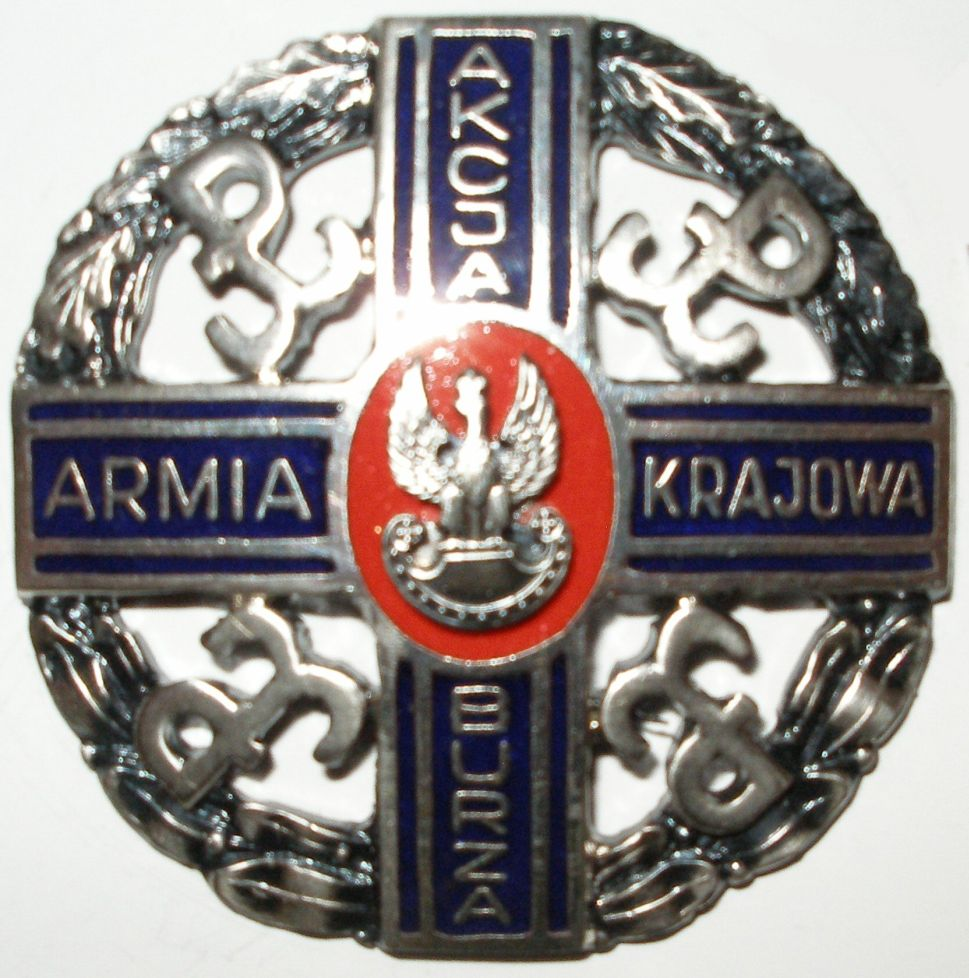
Odznaka AK przyznawana za udział w akcji „Burza”

Akcja „Burza” – operacja wojskowa zorganizowana i podjęta przez oddziały Armii Krajowej przeciw wojskom niemieckim w końcowej fazie okupacji niemieckiej, bezpośrednio przed wkroczeniem Armii Czerwonej, prowadzona w granicach II Rzeczypospolitej. Trwała od 4 stycznia 1944, kiedy Armia Czerwona przekroczyła na Wołyniu ustaloną w traktacie ryskim granicę polsko-radziecką, do stycznia 1945.
Rozkaz do jej rozpoczęcia wydał w listopadzie 1943 r. komendant główny Armii Krajowej gen. Tadeusz Komorowski.
Po przekroczeniu przez Armię Czerwoną wschodniej granicy II Rzeczypospolitej i odrzuceniu wysuniętej przez władze RP oferty współdziałania wojskowego z ZSRR, 12 stycznia 1944 r. komendant główny Armii Krajowej wydał rozkaz nr 126, zapowiadający wsparcie Armii Czerwonej w walce z Niemcami w miarę naszych sił i interesów państwowych. 26 października 1944 r. jego następca gen. Leopold Okulicki wydał rozkaz zakończenia akcji.

Jest rzeczą (...) zrozumiałą, jedyną i najsilniejszą zaporę wobec zagrożeń sowieckich w stosunku do Polski stanowi Jej pozycja w obozie sprzymierzonych zdobyta, dzięki roli jaką ona odegrała w walce z Niemcami i wierność z jaką wywiązywała się i wywiązuje ze swych zobowiązań sojuszniczych.

Do akcji „Burza” zmobilizowano łącznie ok. 100 tys. żołnierzy i oficerów Armii Krajowej.

## Stosunek władz polskich do ZSRR
Generał Władysław Sikorski stał na stanowisku, że Sowietów należy witać jako sprzymierzeńców, ale jeśli stosunek Rosjan do nas stanie się jawnie wrogi, należy ujawnić tylko administrację cywilną, a oddziały AK wycofać w głąb kraju, by ocalić je przed całkowitym zniszczeniem. Komendant Główny Armii Krajowej gen. Stefan Grot-Rowecki był przekonany o wrogiej postawie Sowietów i chciał zgody na podjęcie przygotowań do stawienia oporu ich armiom.

## Formy
W konsekwencji wykrycia grobów polskich oficerów w Katyniu (w kwietniu 1943) zostały zerwane stosunki dyplomatyczne między Polską a ZSRR (przywrócone uprzednio w lipcu 1941 układem Sikorski-Majski). Rząd w Londynie w instrukcji z 27 października 1943 r., w przypadku nienawiązania oficjalnych stosunków polsko-sowieckich, zakazywał współpracy z Sowietami i nakazywał pozostawanie władz podziemnych w kraju i AK w konspiracji, a w przypadku represji i ewentualnych aresztowań – przejście do samoobrony. Polecał także wzmożenie akcji sabotażowych i dywersyjnych przeciw Niemcom, ale wyłącznie o charakterze demonstracji i ochrony, co stało w sprzeczności z zasadami konspiracji. Odmiennego zdania w kwestii pozostawania w konspiracji byli Delegat Rządu na Kraj Jankowski i gen. Bór-Komorowski. Uważali oni, że brak czynnika reprezentującego legalną władzę Rzeczypospolitej na terenach operowania wojsk sowieckich stworzy możliwość do zajęcia jego miejsca przez uległe Sowietom organizacje. W raporcie z 14 lipca 1943 r. gen. Bór-Komorowski meldował, że bezczynność AK na terenach zajmowanych przez wojska sowieckie byłaby szkodliwa, ponieważ „...nie byłoby wtedy przeszkody, aby upozorować wolę narodu polskiego stworzenia 17 republiki sowieckiej”. Po wymianie telegramów pomiędzy krajem a Londynem, rząd zgodził się ze stanowiskiem władz w kraju, a w przekazanej 12 lutego 1944 depeszy gen. Sosnkowski napisał: „...rząd i ja sądzimy, że wola kraju stanowi czynnik, nad którym nie sposób jest przejść do porządku dziennego”. W nocy z 3 na 4 stycznia 1944 wojska sowieckie przekroczyły granicę polsko-sowiecką w rejonie miasta Rokitno.
Akcja „Burza” miała być prowadzona przez Armię Krajową niezależnie od Armii Czerwonej. Rozkaz KG AK przewidywał natomiast współdziałanie z Armią Czerwoną na szczeblu taktycznym i występowanie w roli sojusznika, połączone z ujawnieniem dowództw AK wobec dowództw Armii Czerwonej. Jednocześnie wobec nieuznawania przez Rząd RP na uchodźstwie nielegalnych w świetle prawa międzynarodowego aneksji dokonanych po 1 września 1939 na terytorium państwa polskiego oddziały Wojska Polskiego i reprezentanci administracji cywilnej Polskiego Państwa Podziemnego występować miały wobec władz sowieckich jako przedstawiciele legalnych władz Rzeczypospolitej na jej traktatowym terytorium.
Formy akcji były uzależnione od stanu i położenia oddziałów niemieckich i obejmowały:
- powstanie zbrojne (po zaistnieniu odpowiednich warunków wojskowych i politycznych);
- wzmożoną akcję dywersyjną na tyłach armii niemieckiej.

## Miejsce
Terytorium Państwa Polskiego w granicach sprzed 1939 w miarę wycofywania się Niemców przed Armią Czerwoną. Początkowo wyłączono z akcji duże miasta w celu oszczędzenia ich mieszkańców i zabudowy, jednak od lipca 1944 dowódca AK gen. Tadeusz Bór-Komorowski rozkazał żołnierzom AK zajmowanie również dużych miast. Na odprawie dowódców okręgów AK Wilno i Nowogródek w Warszawie w dniu 12 czerwca 1944 r. stwierdzono, iż zajmowanie większych miast jest niezbędne, jeżeli Polskie Państwo Podziemne ma występować w roli gospodarza w stosunku do wkraczających oddziałów Armii Czerwonej. Stwierdzono, iż w sporze terytorialnym z ZSRR, który nie chciał uznać praw Polski do jej przedwojennych terenów wschodnich, liczy się polityka faktów dokonanych, której elementem było przejmowanie kontroli nad kluczowymi ośrodkami miejskimi na wschodzie Polski.

## Cele
- Uświadomienie władzom ZSRR, że na wyzwolonych z okupacji niemieckiej terenach Polski w granicach sprzed 1939 gospodarzami są Polacy, uznający władzę Rządu Rzeczypospolitej Polskiej na uchodźstwie, który był jedynym reprezentantem państwa polskiego.
- Zanegowanie alianckiego podziału na strefy operacyjne, w myśl którego Polska znajdowała się w radzieckiej strefie operacyjnej i wojska aliantów zachodnich, ani oddziały im podporządkowane, tu nie operowały.
- Skłonienie ZSRR do uznania władzy Rządu RP w Londynie (reprezentowanego w kraju przez Delegaturę Rządu na Kraj) w Polsce i granicy wschodniej sprzed 1939 roku (którą ZSRR uznał postanowieniami traktatu ryskiego w 1921) i praw Polski do jej terenów wschodnich, bezprawnie zagarniętych na mocy postanowień paktu Ribbentrop-Mołotow po agresji ZSRR na Polskę w dniu 17 września 1939.
- Spowodowanie przybycia do Polski sił aliantów zachodnich i jednostek PSZ na zachodzie, a w pierwszej kolejności 1 SBS.

Warszawa w planie „Burza” nie była przewidywana jako teren działań wojskowych z powodu bezpieczeństwa ludności i zgromadzonych dóbr kultury narodowej. Oddziały AK miały jedynie ochraniać ludność cywilną podczas ewentualnej ewakuacji. Ostatecznie główne cele wojskowe akcji „Burza” zostały osiągnięte. Odtworzenie struktur polskiej armii w kształcie przedwojennym podkreślało ciągłość Polskich Sił Zbrojnych i stawiało Armię Krajową jako uczestnika działań wojennych, występującego w charakterze alianta. Ustalenia te uległy zmianie w obliczu ofensywy radzieckiej i działań służb bezpieczeństwa ZSRR, wymierzonych w Armię Krajową, co w istotnym stopniu przyczyniło się do politycznego niepowodzenia planu „Burza” na Kresach Wschodnich. Sytuację skomplikowało również powołanie zależnego od ZSRR, marionetkowego rządu PKWN.

## Działania służb bezpieczeństwa ZSRR
Duży wpływ na nieosiągnięcie celów akcji „Burza” miały działania sowieckich służb bezpieczeństwa (głównie NKWD i kontrwywiadu wojskowego Smiersz), wkraczających na ziemie polskie wraz z oddziałami Armii Czerwonej. Dochodziło do aresztowań, rozbrajania i rozstrzeliwań mniejszych oddziałów Armii Krajowej przez NKWD, które dokonało egzekucji żołnierzy AK m.in. w Rozryszczu, Przebrażu, Łozowie i Antonówce. Aresztowanych żołnierzy przymusowo wcielano do Armii Berlinga, a oficerów wywożono w głąb Rosji. Łamano także postanowienia lokalnych porozumień pomiędzy Armią Krajową i partyzantką sowiecką lub Armią Czerwoną.
Po zdobyciu Wilna 13 lipca 1944, przy dużym udziale sił AK okręgu wileńskiego i nowogródzkiego (ok. 5,5 tys. ludzi), dowódcy polscy zostali zwabieni podstępem na „negocjacje”, aresztowani i wywiezieni w głąb ZSRR. W wielkiej obławie pochwycono następnie żołnierzy AK i zgromadzono ich w obozie w Miednikach. Ponieważ odmówili oni wstąpienia do armii Berlinga, zostali wszyscy wywiezieni do obozów w głąb ZSRR, głównie do Kaługi. Podobne wydarzenia miały miejsce wobec żołnierzy okręgu lwowskiego AK, gdzie NKWD aresztowało w ostatnich dniach lipca 1944 całą delegację oficerów Armii Krajowej, w tym Okręgowego Delegata Rządu we Lwowie, Adama Ostrowskiego.
W okręgu lubelskim AK doszło do podstępnego rozbrojenia trzech dywizji Armii Krajowej. W czasie wspólnej ofensywy w stronę Warszawy z Armią Czerwoną zostały one otoczone przez wojska sowieckie, zatrzymanych żołnierzy polskich wysłano transportami na wschód, a 2,7 tys. z nich do obozu koncentracyjnego na Majdanku, a następnie większość z tej liczby w głąb ZSRR.
Występowanie przedstawicieli władz polskich w roli gospodarzy zajmowanych terenów od początku nie było przez Sowietów traktowane poważnie. W Sarnach ujawnionemu staroście dowódca sowiecki powiedział: Głupi jesteście towarzyszu, jaki wy tam starosta.

## Konsekwencje

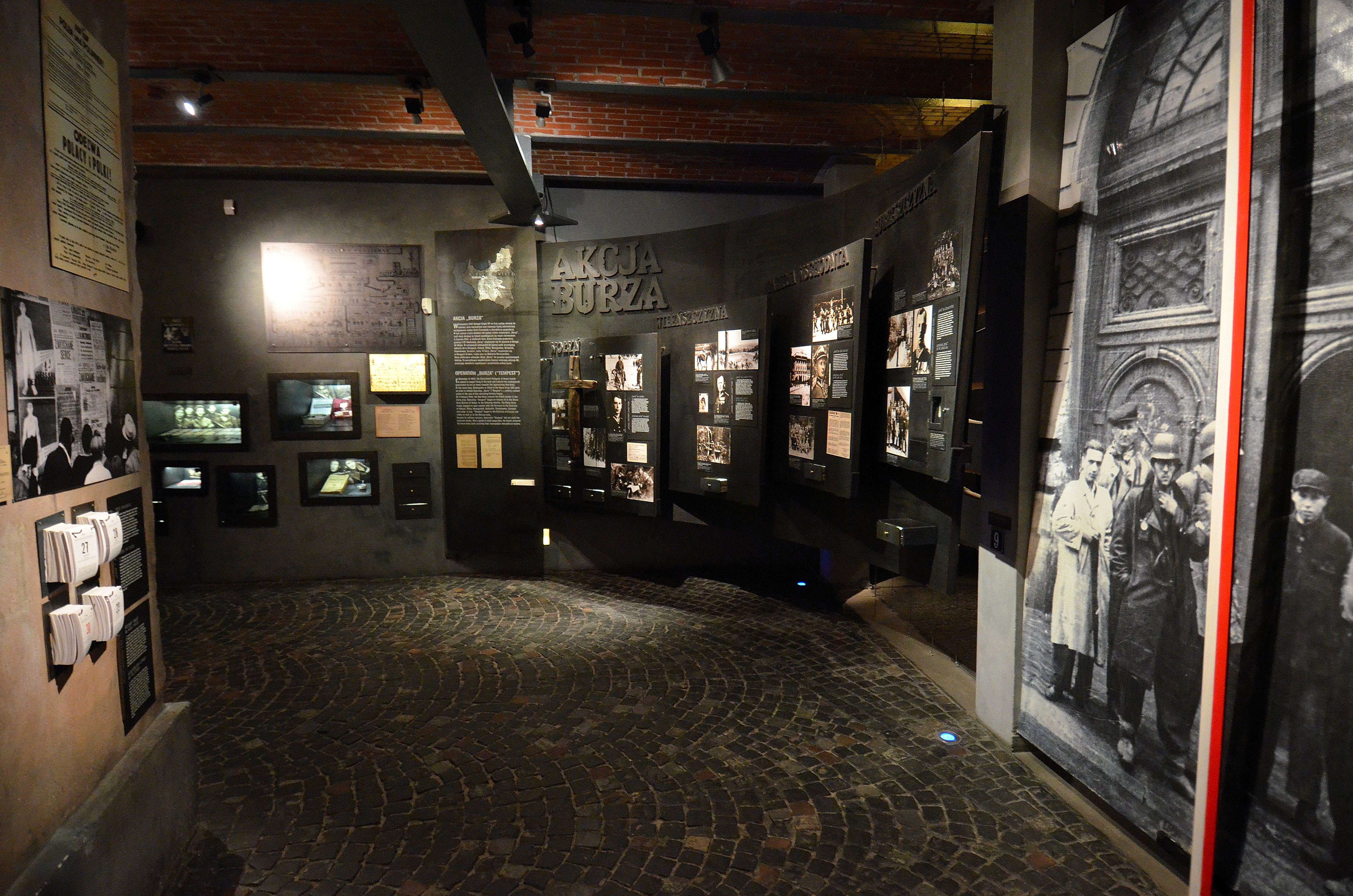
Wystawa poświęcona akcji „Burza” w Muzeum Powstania Warszawskiego

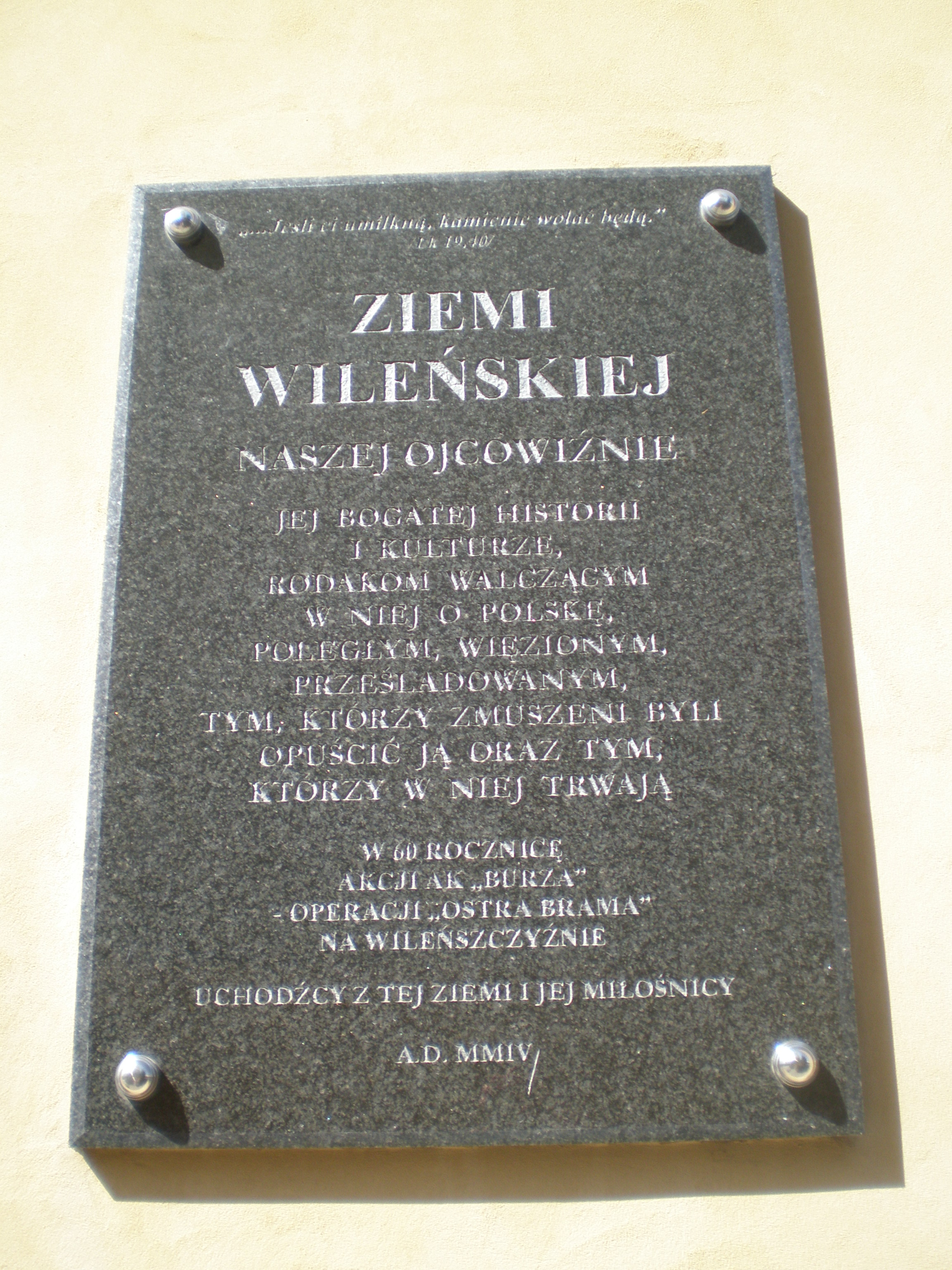
Tablica upamiętniająca na dzwonnicy kościoła farnego św. Wojciecha i św. Stanisława w Rzeszowie

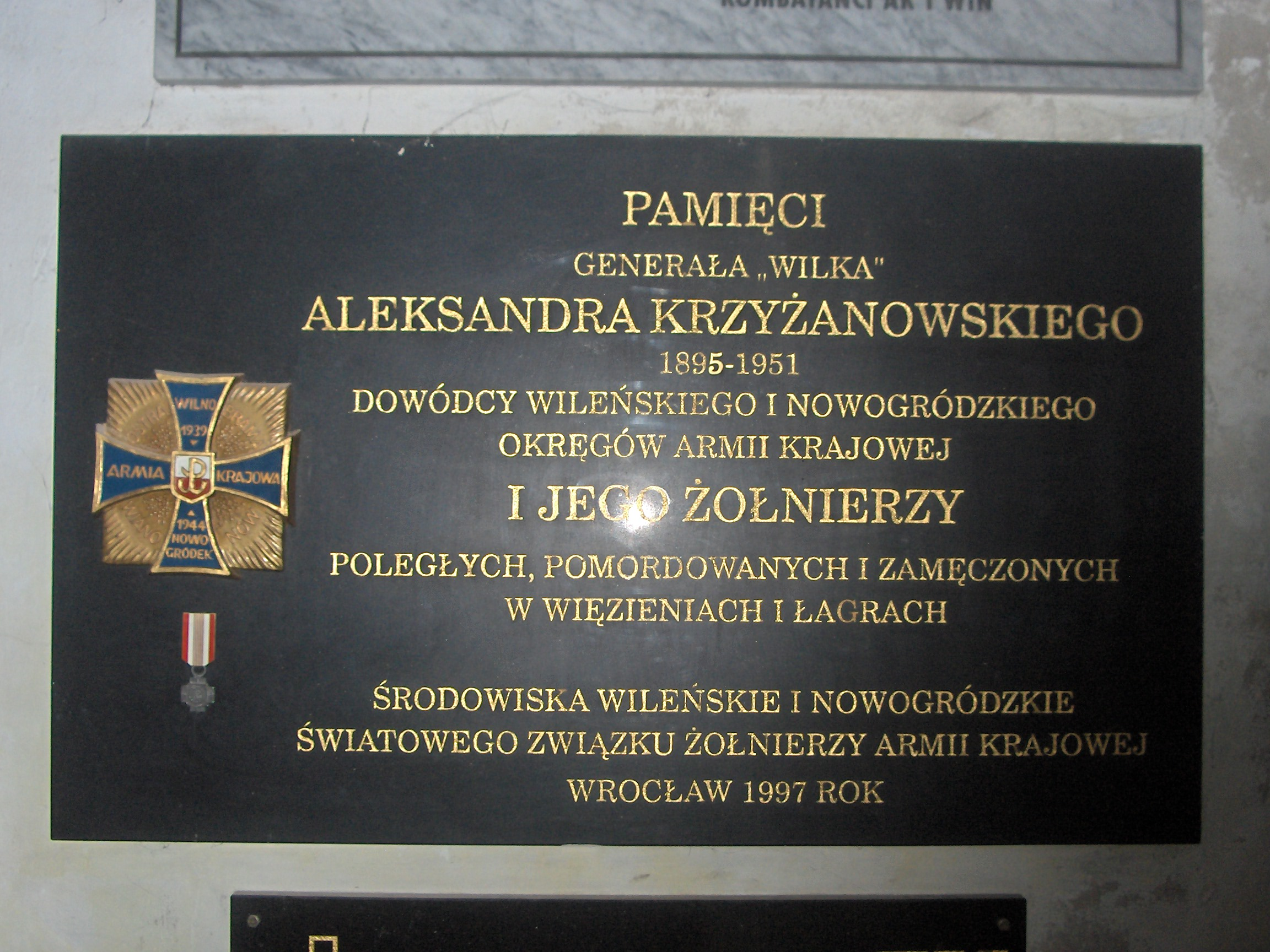
Tablica pamiątkowa ku czci gen. Aleksandra Krzyżanowskiego „Wilka” oraz jego podkomendnych z Okręgu Wilno AK (bazylika św. Elżbiety we Wrocławiu)

Pod względem militarnym akcja „Burza” częściowo osiągnęła główne cele. Poza działaniami w terenie, oddziały Armii Krajowej współuczestniczyły, razem z Armią Czerwoną, w zdobyciu kilku dużych miast, np. Wilna czy Lwowa. Odtworzenie części dywizji i pułków walczących w 1939 podkreśliło nieprzerwaną ciągłość Polskich Sił Zbrojnych, co posiadało nie tylko znaczenie symboliczne, ale także wyraziło się w sierpniu 1944 oficjalnym uznaniem Armii Krajowej za wojska sprzymierzone. Z politycznego punktu widzenia nie osiągnięto jednak pozytywnych rezultatów. Alianci zachodni, informowani przez wywiad AK o przeprowadzanych przez NKWD masowych aresztowaniach żołnierzy podziemia, dowódców AK i przedstawicieli Delegatury Rządu na Kraj, nie zareagowali w stopniu umożliwiającym zmianę polityki sowieckiej wobec Polski i jej obywateli. Stalin nadal przekonywał sojuszników zachodnich, wbrew oczywistym faktom ujawnionym w trakcie akcji „Burza”, iż Armia Krajowa jest słaba i niezdolna do jakichkolwiek działań wojskowych oraz że nie ma wpływu na społeczeństwo, a jedyną siłą polityczną, z którą Polacy wiążą nadzieje na odrodzenie niepodległego państwa polskiego, miała być rzekomo polska lewica i komuniści. Twierdzenia te rozpowszechniano także w kraju za pomocą podległego ZSRR aparatu propagandowego, który przygotowywał się do tych działań od wielu miesięcy przed wybuchem akcji „Burza”.
Realizacja Akcji Burza na Kresach Wschodnich doprowadziła do ostrego konfliktu politycznego i stanęła w sprzeczności z budującą się państwowością radziecką na tych terenach. Próba wcielenia podstawowej masy żołnierzy AK do Ludowego Wojska Polskiego powiodła się tylko częściowo. Ogółem na skutek działań radzieckich służb bezpieczeństwa, głównie NKWD, w więzieniach i obozach zamknięto 50 tys. żołnierzy AK, uczestniczących w akcji „Burza”, głównie za odmowę wstąpienia do kontrolowanej przez ZSRR armii Berlinga. Konsekwencją działań NKWD był terror wobec Polaków zamieszkujących tereny wschodnie. Od listopada 1944 nasiliły się sowieckie pacyfikacje na Kresach, np. zamordowano 9,8 tys. Polaków w powiecie lidzkim, w szczuczyńskim kolejne 8 tys., a w oszmiańskim – 6 tys. Najbardziej ucierpiały w czasie tych akcji miasta Ejszyszki i Bieniakonie. Regularnie urządzano obławy na członków Armii Krajowej, np. na Lubelszczyźnie jesienią 1944, oraz na przełomie 1944 i 1945 na Wileńszczyźnie i Nowogródczyźnie. Z samego Wilna deportowano 35 tys. Polaków, wymuszając oświadczenia, iż wyjeżdżają oni z własnej woli; w miejsce wywiezionych osiedlano Rosjan. ZSRR dokonał także grabieży polskich dóbr kulturalnych, m.in. wywieziono całe archiwa Towarzystwa Przyjaciół Nauk i Uniwersytetu Stefana Batorego w Wilnie.

## Przebieg operacji

### 1944
1. akcja „Burza” na Wołyniu – 15 stycznia – 18 marca – 21 kwietnia – 21 maja
2. akcja „Burza” na Podolu – 7 marca – kwiecień
3. akcja „Burza” w Okręgach Wilno i Nowogródek AK – 1 lipca – 13 lipca
4. akcja „Burza” w Wilnie (operacja „Ostra Brama”) – 7 lipca – 13 lipca
5. akcja „Burza” w Okręgu Białystok AK – 14 lipca – 20 sierpnia
6. akcja „Burza” w Okręgu Polesie AK – 15 lipca – 30 lipca
7. akcja „Burza” w Podokręgach: Stanisławów, Tarnopol i Lwów AK – 16 lipca – 26 lipca
8. akcja „Burza” we Lwowie – 22 lipca – 27 lipca
9. akcja „Burza” w Okręgu Lublin AK – 20 lipca – 29 lipca
10. akcja „Burza” w Okręgu Kraków AK – 23 lipca – 30 sierpnia
11. akcja „Burza” w Obszarze Warszawskim AK – 26 lipca – 2 października
12. powstanie warszawskie – 1 sierpnia – 2 października
13. akcja „Burza” w Okręgu Radom-Kielce AK – 1 sierpnia – 6 października
14. akcja „Burza” w Okręgu Łódź AK – 14 sierpnia – 26 listopada
15. akcja „Burza” w Okręgu Kraków AK – 21 września – 21 listopada

W ramach akcji „Burza” przeprowadzona została również akcja o kryptonimie „Jula”, polegająca na równoczesnej dywersji na kilku liniach kolejowych. Na akcję wyraził zgodę Naczelny Wódz gen. Sosnkowski. 3 kwietnia 1944 nadszedł z Londynu sygnał do podjęcia działań, a już 6 kwietnia przerwano komunikację w następujących miejscach:
- na linii Przeworsk – Rozwadów wysadzono przęsło mostu na Wisłoku – przerwa w ruchu pociągów trwała 48 godzin;
- na linii kolejowej Przeworsk – Rzeszów pod Rogóżnem wysadzono przepust pod przejeżdżającym pociągiem – przerwa w ruchu 34 godziny;
- na linii kolejowej Jasło – Sanok, w okolicy Nowosielec, wysadzono przepust w chwili przejazdu pociągu – przerwa w ruchu 33 godziny.

Akcja „Jula” osiągnęła pożądany cel, wykazała sprawność oddziałów AK, a brytyjski minister hrabia Selborne w liście do gen. Sosnkowskiego z 13 maja 1944 wyraził podziw i uznanie za skuteczne i sprawne jej przeprowadzenie.
Działania na mniejszą skalę prowadzone w październiku i listopadzie określono kryptonimem „Deszcz”. Zakończyła je demobilizacja oddziałów leśnych.

### 1945
W styczniu 1945 pewne elementy działań zbrojnych prowadzone były przez okręgi: krakowski, śląski, kielecki i poznański (lokalne powstanie w Ostrowie Wlkp.), a także na Mazowszu i w okręgu pomorskim.

## Odtwarzanie Sił Zbrojnych w ramach akcji „Burza”
| Wielka jednostka                              | Okręg odtwarzający                     | Skład dywizji                           |
| --------------------------------------------- | -------------------------------------- | --------------------------------------- |
| 2 Dywizja Piechoty Legionów Armii Krajowej    | Okręg Radom-Kielce                     | 2 Pułk Piechoty Legionów                |
| 2 Dywizja Piechoty Legionów Armii Krajowej    | Okręg Radom-Kielce                     | 3 Pułk Piechoty Legionów                |
| 2 Dywizja Piechoty Legionów Armii Krajowej    | Okręg Radom-Kielce                     | 4 Pułk Piechoty Legionów                |
| 3 Dywizja Piechoty Legionów Armii Krajowej    | Okręg Lublin                           | 7 Pułk Piechoty Legionów                |
| 3 Dywizja Piechoty Legionów Armii Krajowej    | Okręg Lublin                           | 8 Pułk Piechoty Armii Krajowej          |
| 3 Dywizja Piechoty Legionów Armii Krajowej    | Okręg Lublin                           | 9 Pułk Piechoty Armii Krajowej          |
| 5 Dywizja Piechoty Armii Krajowej             | Okręg Lwów                             | 19 Pułk Piechoty Armii Krajowej         |
| 5 Dywizja Piechoty Armii Krajowej             | Okręg Lwów                             | 26 Pułk Piechoty Armii Krajowej         |
| 5 Dywizja Piechoty Armii Krajowej             | Okręg Lwów                             | 40 Pułk Piechoty Armii Krajowej         |
| 5 Dywizja Piechoty Armii Krajowej             | Okręg Lwów                             | 14 Pułk Ułanów Armii Krajowej           |
| 6 Dywizja Piechoty Armii Krajowej             | Okręg Kraków                           | 12 Pułk Piechoty Armii Krajowej         |
| 6 Dywizja Piechoty Armii Krajowej             | Okręg Kraków                           | 16 Pułk Piechoty Armii Krajowej         |
| 7 Dywizja Piechoty Armii Krajowej             | Okręg Radom-Kielce (Łódź)              | 25 Pułk Piechoty Armii Krajowej         |
| 7 Dywizja Piechoty Armii Krajowej             | Okręg Radom-Kielce (Łódź)              | 27 Pułk Piechoty Armii Krajowej         |
| 7 Dywizja Piechoty Armii Krajowej             | Okręg Radom-Kielce (Łódź)              | 74 Pułk Piechoty Armii Krajowej         |
| 8 Dywizja Piechoty Armii Krajowej             | Podokręg Warszawa Wschód               | 13 Pułk Piechoty Armii Krajowej         |
| 8 Dywizja Piechoty Armii Krajowej             | Podokręg Warszawa Wschód               | 21 Pułk Piechoty Armii Krajowej         |
| 8 Dywizja Piechoty Armii Krajowej             | Podokręg Warszawa Wschód               | 22 Pułk Piechoty Armii Krajowej         |
| 8 Dywizja Piechoty Armii Krajowej             | Podokręg Warszawa Wschód               | 32 Pułk Piechoty Armii Krajowej         |
| 8 Dywizja Piechoty Armii Krajowej             | Podokręg Warszawa Wschód               | 7 Pułk Ułanów Armii Krajowej            |
| 9 Podlaska Dywizja Piechoty Armii Krajowej    | Okręg Lublin                           | 34 Pułk Piechoty Armii Krajowej         |
| 9 Podlaska Dywizja Piechoty Armii Krajowej    | Okręg Lublin                           | 35 Pułk Piechoty AK                     |
| 10 Dywizja Piechoty AK im. Macieja Rataja     | Okręg Łódź                             |                                         |
| 11 Karpacka Dywizja Piechoty AK               | Podokręg Stanisławów                   | 48 Pułk Piechoty AK                     |
| 11 Karpacka Dywizja Piechoty AK               | Podokręg Stanisławów                   | 53 Pułk Piechoty AK                     |
| 12 Dywizja Piechoty AK                        | Podokręg Tarnopol                      | 51 Pułk Piechoty AK                     |
| 12 Dywizja Piechoty AK                        | Podokręg Tarnopol                      | 52 Pułk Piechoty AK                     |
| 21 Dywizja Piechoty AK                        | Okręg Kraków                           | 1 Pułk Strzelców Podhalańskich AK       |
| 22 Dywizja Piechoty AK „Jarosławska”          | Podokręg Rzeszów                       | 38 Pułk Piechoty AK                     |
| 22 Dywizja Piechoty AK „Jarosławska”          | Podokręg Rzeszów                       | 39 Pułk Piechoty AK                     |
| 24 Dywizja Piechoty AK „Rzeszowska”           | Podokręg Rzeszów                       | 17 Pułk Piechoty AK obwód Łańcut        |
| 25 Dywizja Piechoty AK                        | Okręg Łódź                             |                                         |
| 26 Dywizja Piechoty AK                        | Okręg Łódź                             | 10 Pułk Piechoty                        |
| 26 Dywizja Piechoty AK                        | Okręg Łódź                             | 18 Pułk Piechoty                        |
| 26 Dywizja Piechoty AK                        | Okręg Łódź                             | 37 Pułk Piechoty                        |
| 27 Wołyńska Dywizja Piechoty AK               | Okręg Wołyń                            | 23 Pułk Piechoty                        |
| 27 Wołyńska Dywizja Piechoty AK               | Okręg Wołyń                            | 24 Pułk Piechoty                        |
| 27 Wołyńska Dywizja Piechoty AK               | Okręg Wołyń                            | 43 Pułk Piechoty                        |
| 27 Wołyńska Dywizja Piechoty AK               | Okręg Wołyń                            | 45 Pułk Piechoty                        |
| 27 Wołyńska Dywizja Piechoty AK               | Okręg Wołyń                            | 50 Pułk Piechoty                        |
| 27 Wołyńska Dywizja Piechoty AK               | Okręg Wołyń                            | 19 Pułk Ułanów AK                       |
| 27 Wołyńska Dywizja Piechoty AK               | Okręg Wołyń                            | 21 Pułk Ułanów AK                       |
| 28 Dywizja Piechoty AK im. Stefana Okrzei     | Okręg Radom-Kielce, Inspektorat Puławy | 15 Pułk Piechoty AK „Wilków”            |
| 28 Dywizja Piechoty AK im. Stefana Okrzei     | Okręg Radom-Kielce, Inspektorat Puławy | 72 Pułk Piechoty AK                     |
| 28 Dywizja Piechoty AK im. Stefana Okrzei     | Okręg Radom-Kielce, Inspektorat Puławy | 1 Pułk Szwoleżerów AK                   |
| 29 Dywizja Piechoty AK                        | Okręg Białystok                        | 33 Pułk Piechoty AK                     |
| 29 Dywizja Piechoty AK                        | Okręg Białystok                        | 41 Pułk Piechoty AK                     |
| 29 Dywizja Piechoty AK                        | Okręg Białystok                        | 42 Pułk Piechoty AK                     |
| 29 Dywizja Piechoty AK                        | Okręg Białystok                        | 9 Pułk Strzelców Konnych AK             |
| 30 Dywizja Piechoty AK „Twierdza”             | Okręg Polesie                          | 82 Pułk Piechoty AK                     |
| 30 Dywizja Piechoty AK „Twierdza”             | Okręg Polesie                          | 84 Pułk Piechoty AK                     |
| 106 Dywizja Piechoty AK „Dom”                 | Okręg Kraków                           | 112 Pułk Piechoty AK Ziemi Miechowskiej |
| 106 Dywizja Piechoty AK „Dom”                 | Okręg Kraków                           | 116 Pułk Piechoty AK Ziemi Olkuskiej    |
| 106 Dywizja Piechoty AK „Dom”                 | Okręg Kraków                           | 120 Pułk Piechoty AK Ziemi Pińczowskiej |
| Krakowska Brygada Kawalerii Zmotoryzowanej AK | Okręg Kraków                           | 5 Pułk Strzelców Podhalańskich AK       |
| Krakowska Brygada Kawalerii Zmotoryzowanej AK | Okręg Kraków                           | 6 Pułk Strzelców Pieszych AK            |
| Krakowska Brygada Kawalerii Zmotoryzowanej AK | Okręg Kraków                           | 8 Pułk Ułanów AK                        |
| Zgrupowanie Okręgu AK Nowogródek              | Okręg Nowogródek                       | 23 Pułk Ułanów AK                       |
| Zgrupowanie Okręgu AK Nowogródek              | Okręg Nowogródek                       | 27 Pułk Ułanów AK                       |
| Zgrupowanie Okręgu AK Nowogródek              | Okręg Nowogródek                       | 77 Pułk Piechoty AK                     |
| Zgrupowanie Okręgu AK Nowogródek              | Okręg Nowogródek                       | 78 Pułk Piechoty AK                     |
| Zgrupowanie Okręgu AK Nowogródek              | Okręg Nowogródek                       | 85 Pułk Piechoty AK                     |

- Kielecki Korpus Armii Krajowej od 10 lipca do 26 sierpnia
  - 2. DP, 7. DP, 25. pp, 72. pp
- Warszawski Korpus Armii Krajowej od 20 września
  - 8. DP, 10. DP, 28. DP

## Odznaczenia
- Krzyż Pamiątkowy Akcji „Burza”
- odznaka pamiątkowa Akcji „Burza”

## Upamiętnienie
Walki żołnierzy Armii Krajowej w operacji „Burza” zostały upamiętnione na Grobie Nieznanego Żołnierza w Warszawie napisem na jednej z tablic po 1990 r. „OPERACJA „BURZA” CZERWIEC – WRZESIEŃ 1944”.